# Митрашинці
Митра́шинці (мак. Митрашинци) — село у Північній Македонії, яке входить до общини Берово, що в Східному регіоні країни.
Громада складається з — 729 осіб (перепис 2002): 728 македонців і 1 серб. Село розкинулося в гірській місцевості (середні висоти — 786 метрів) в історико-географічної області Мелешево.

## Галерея

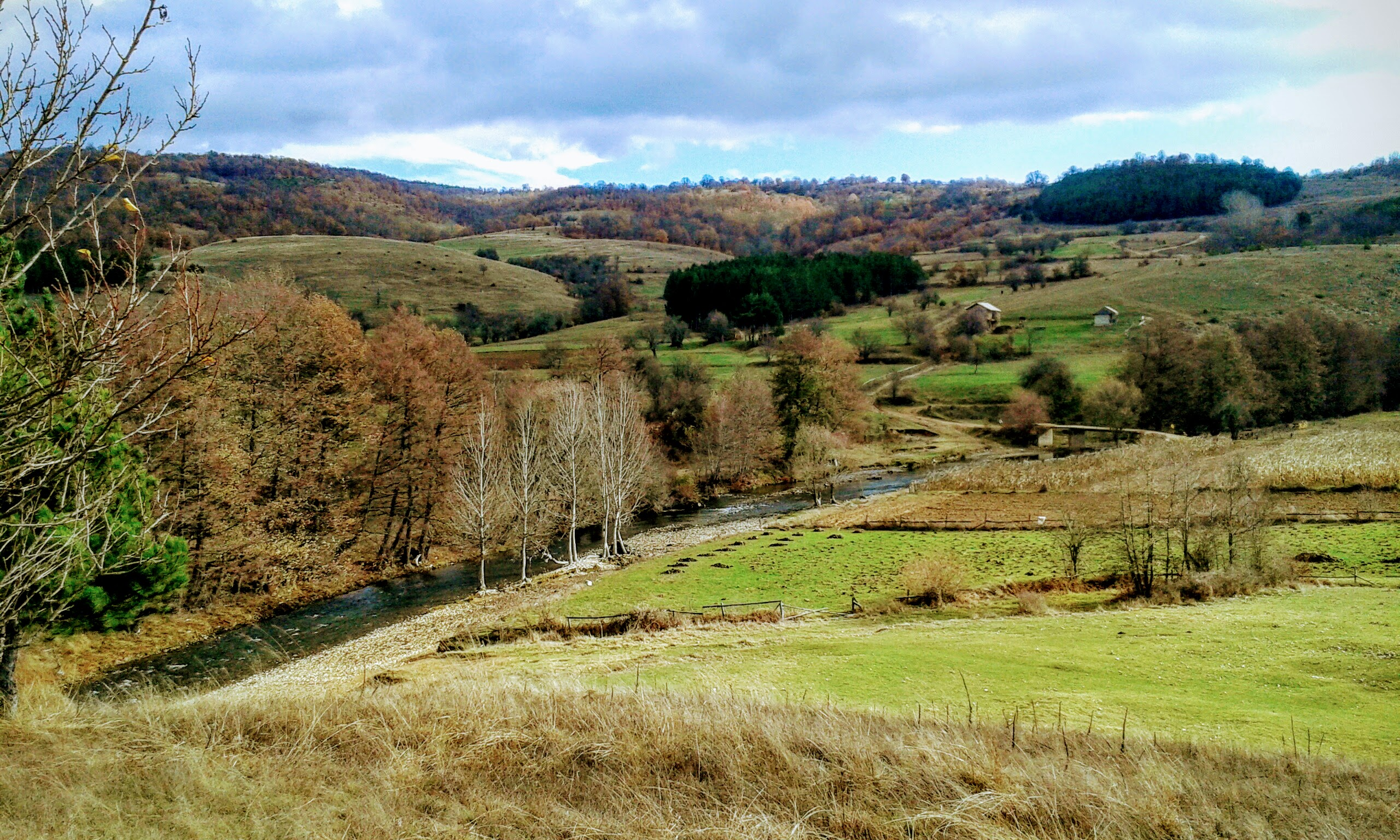
Річка Брегалниця поблизу села
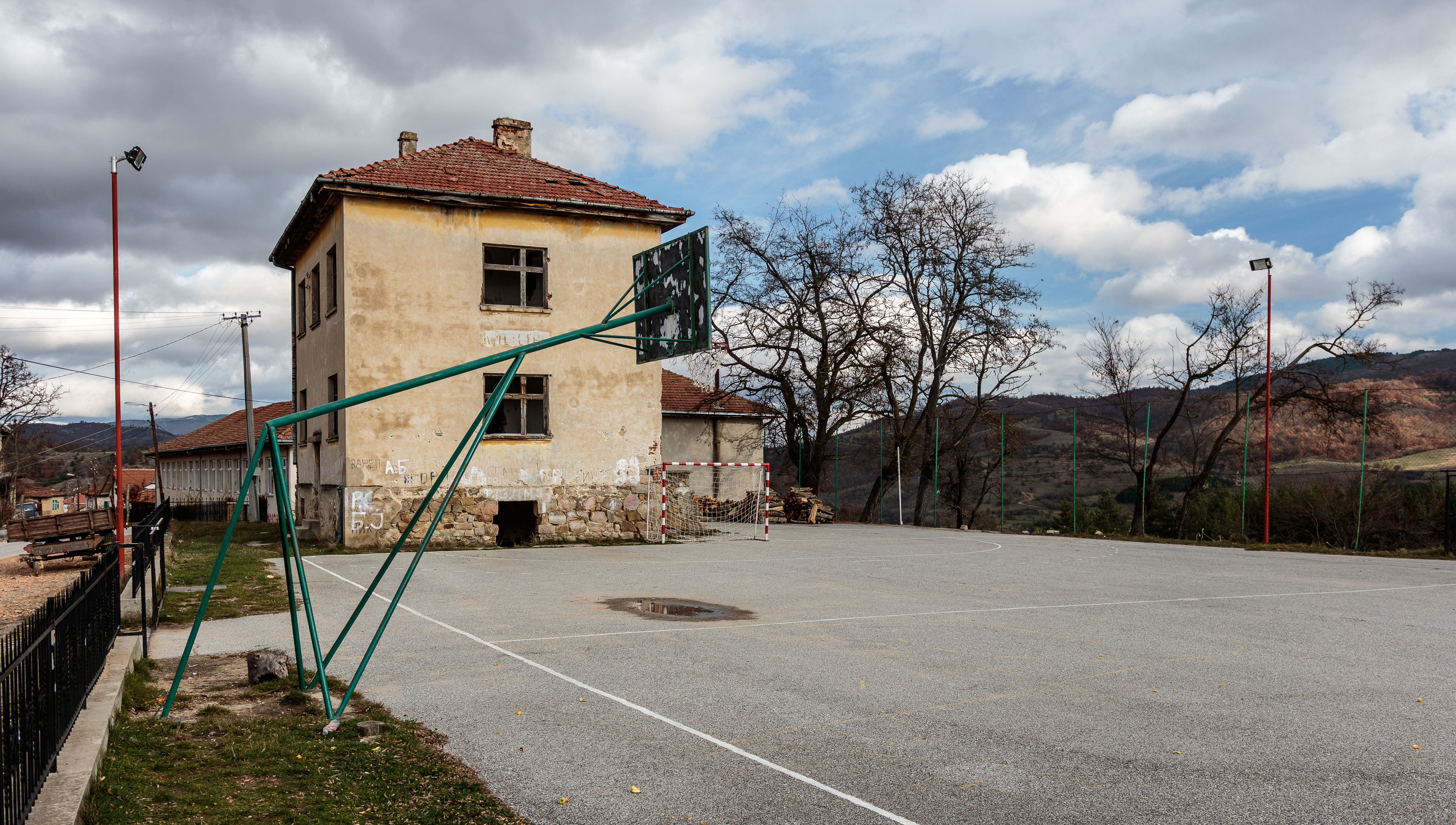
Ігровий майданчик біля школи
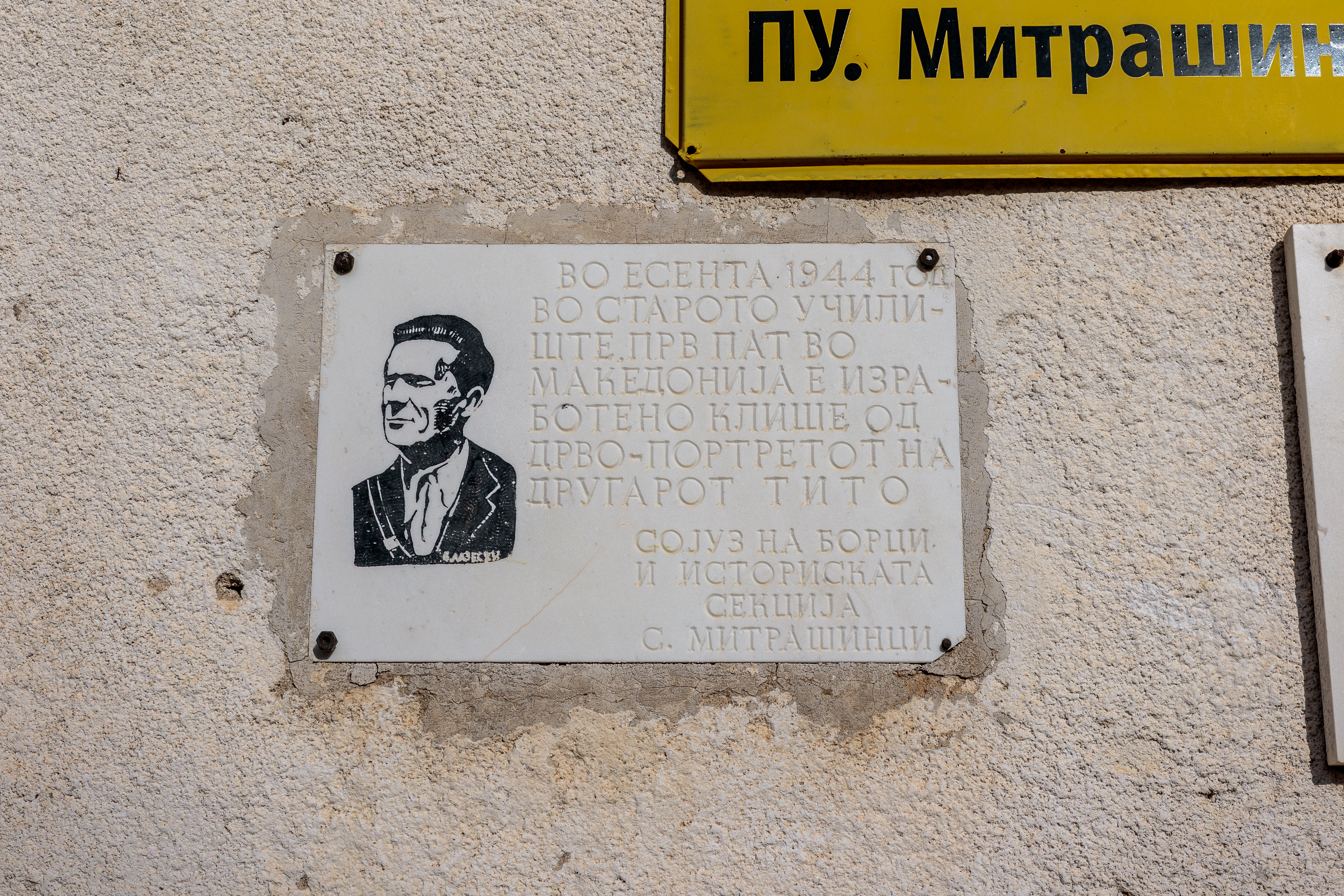
Пам'ятна дошка Тіто
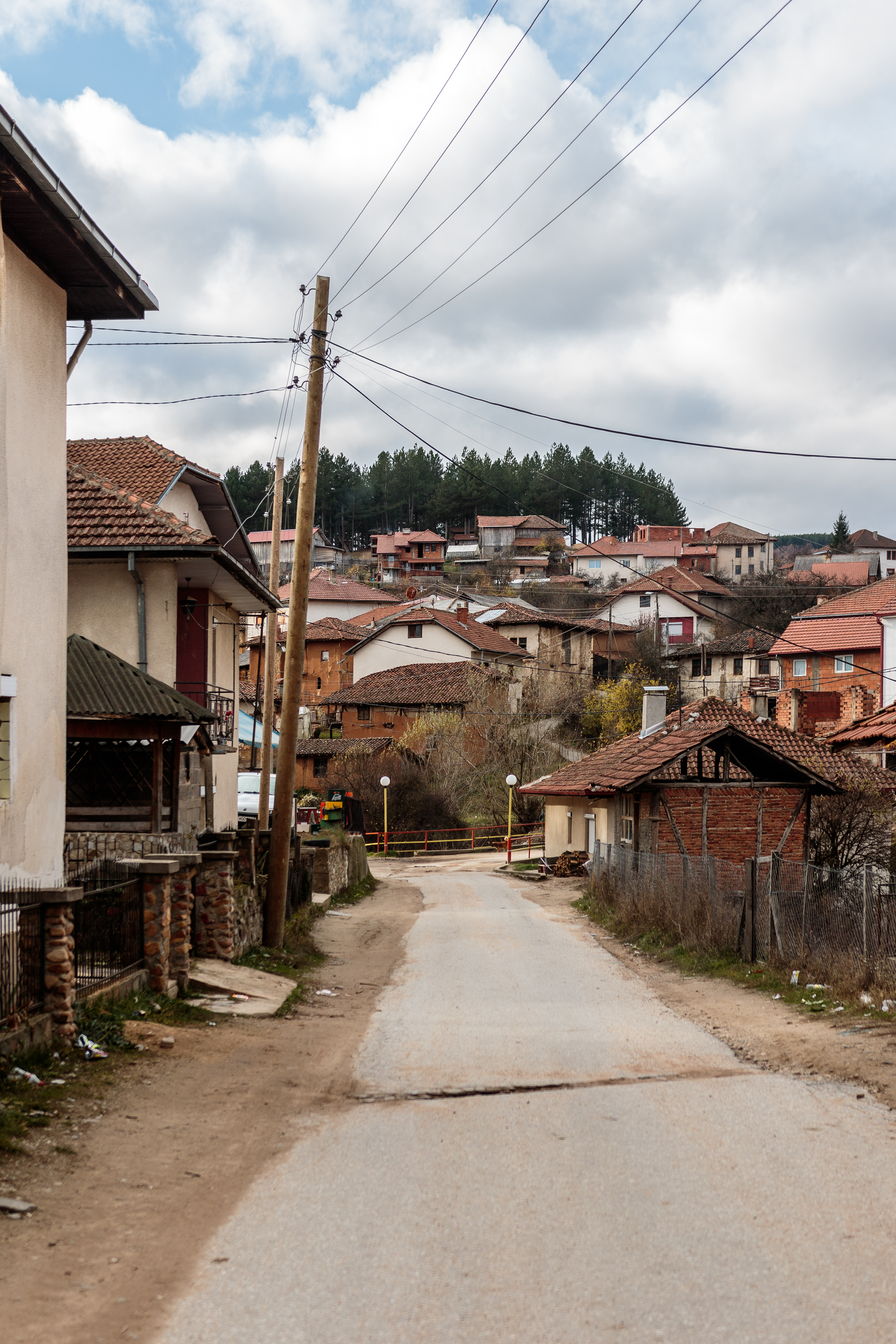
Вулиця в селі
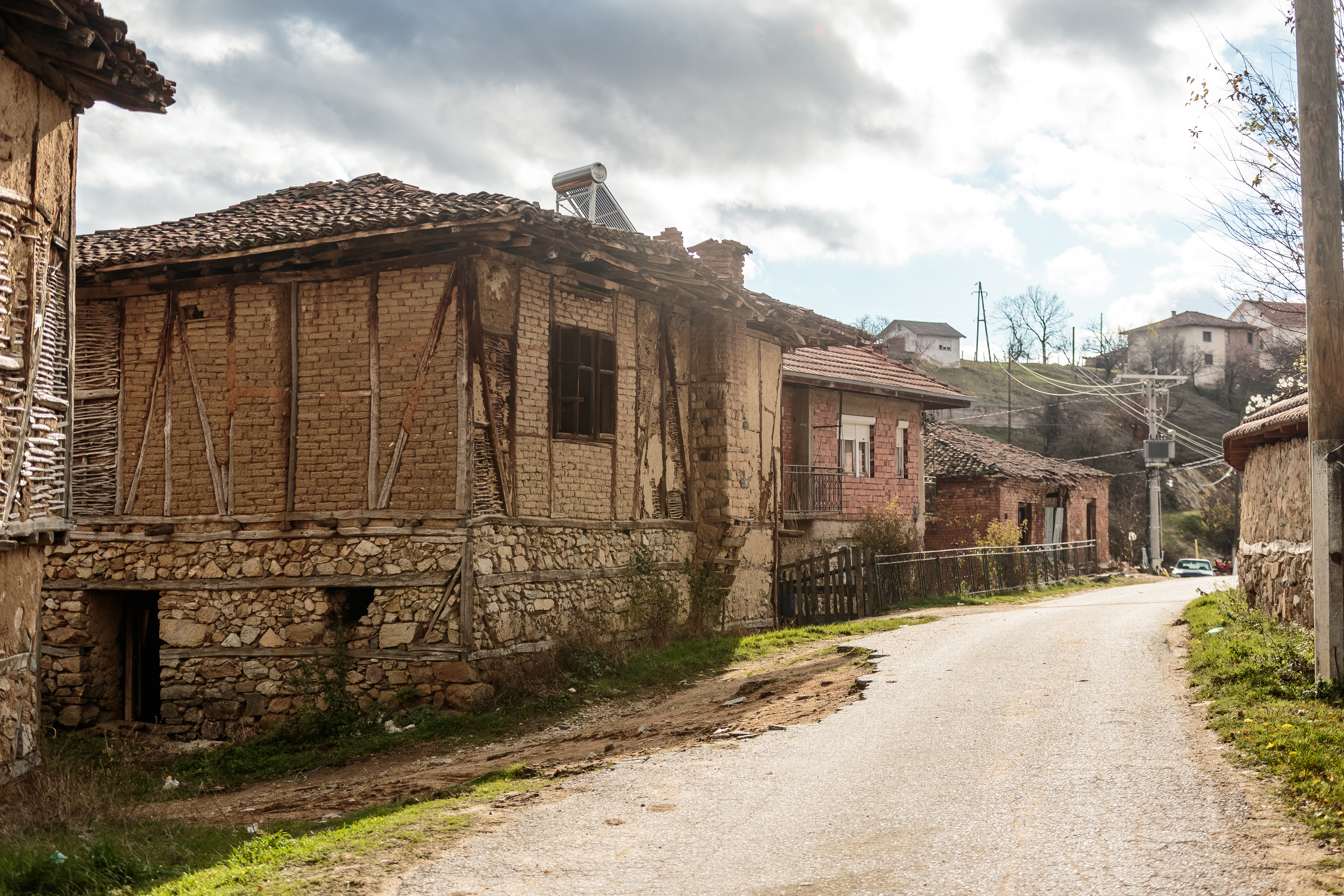
Стара хата
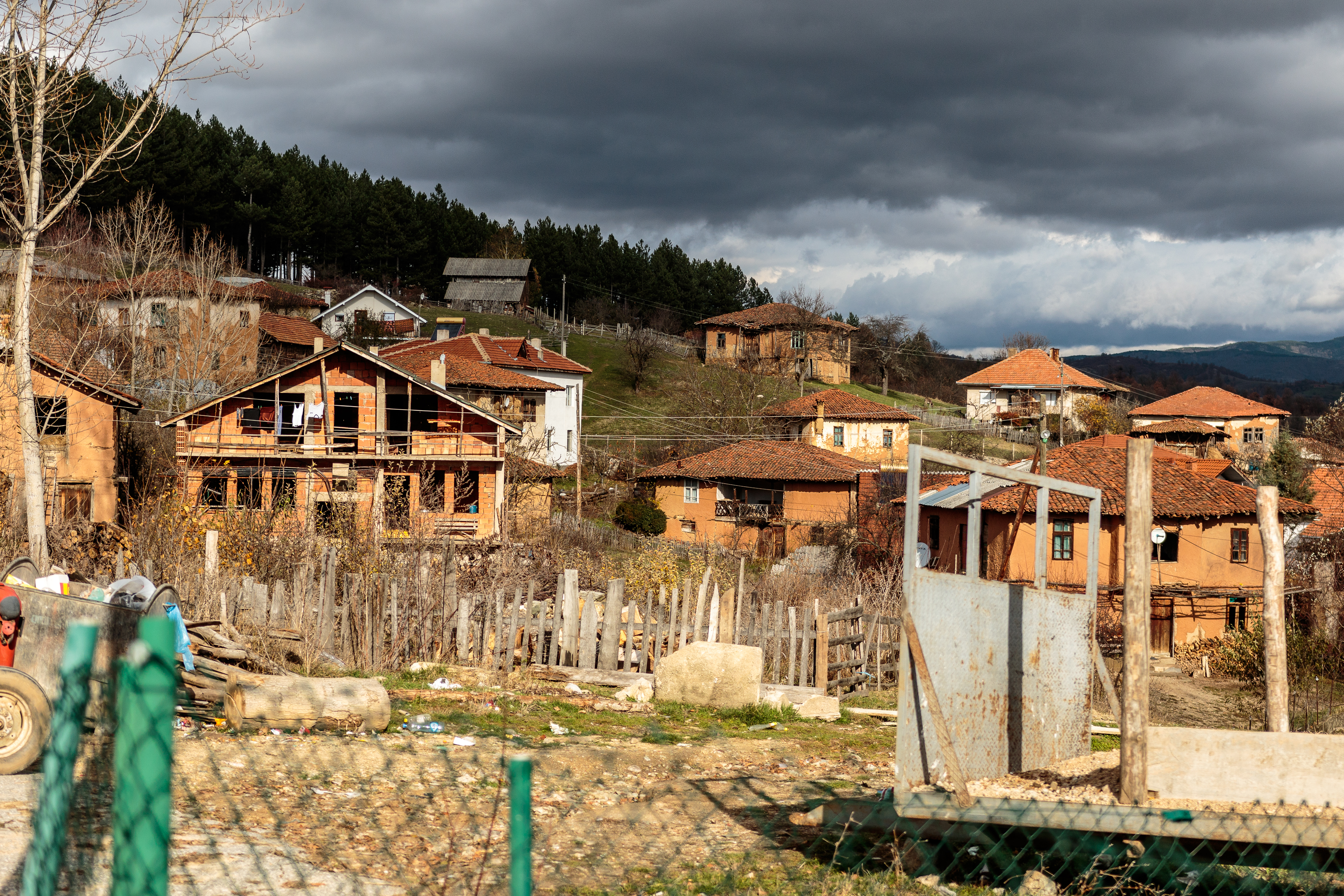
Вид на село
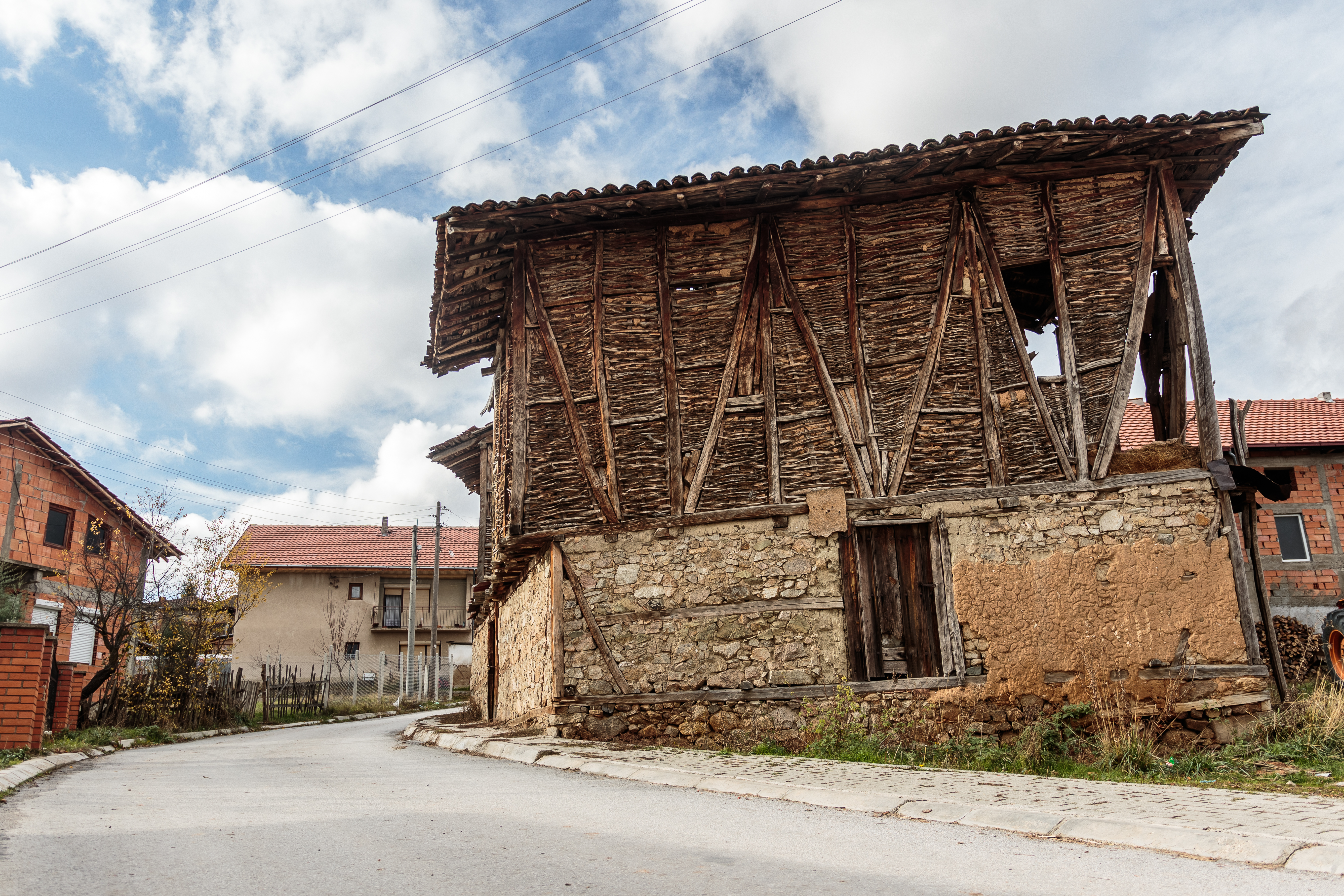
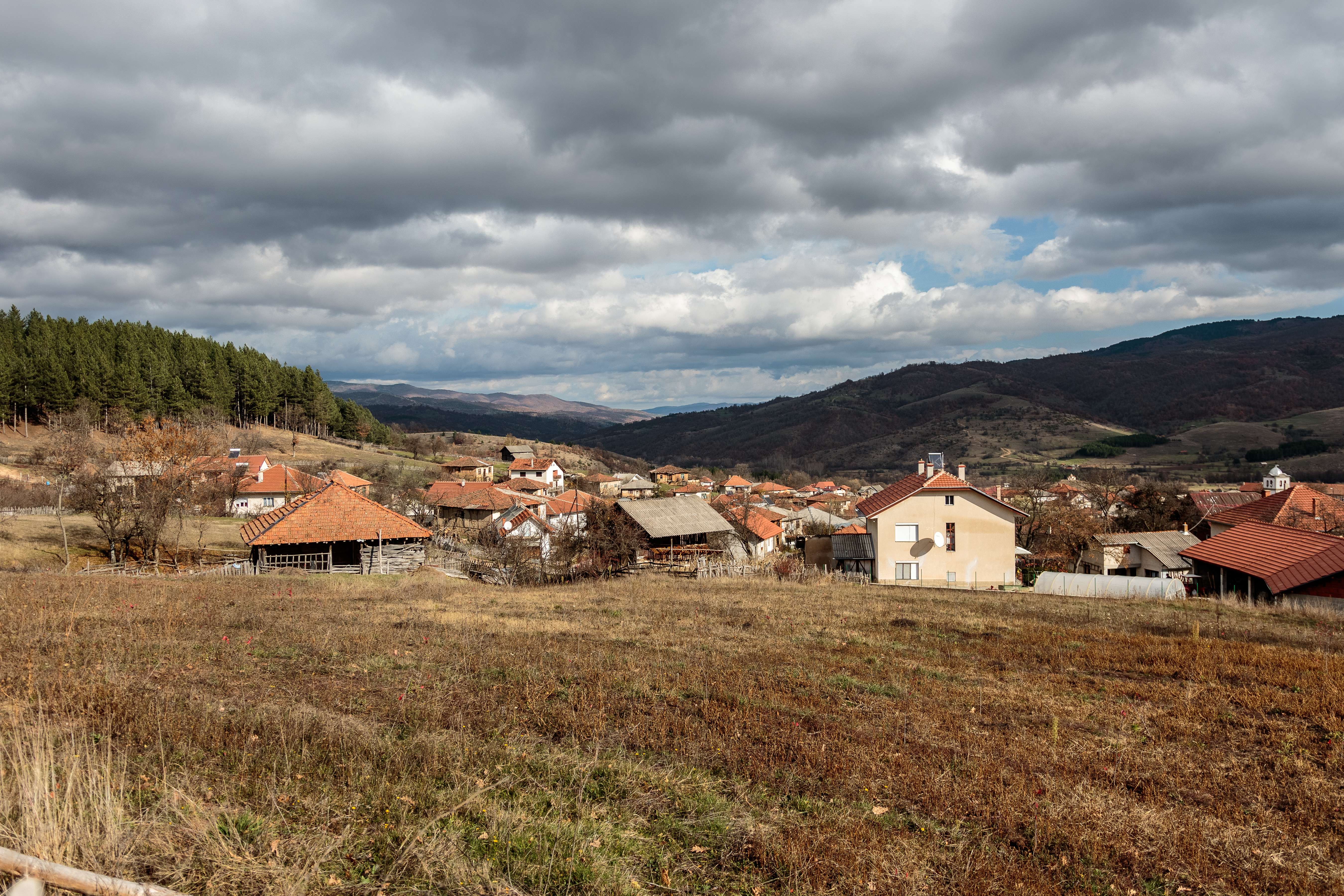
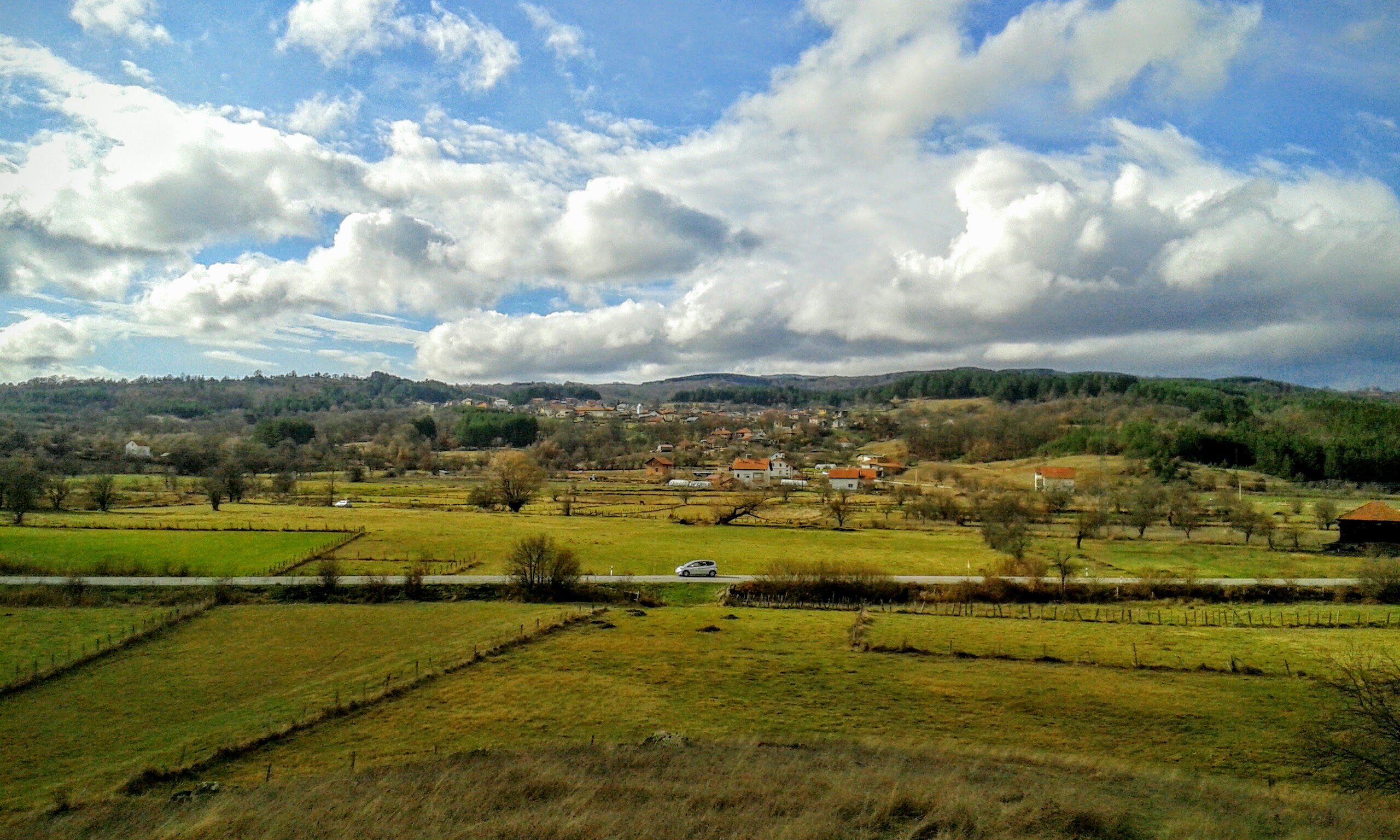
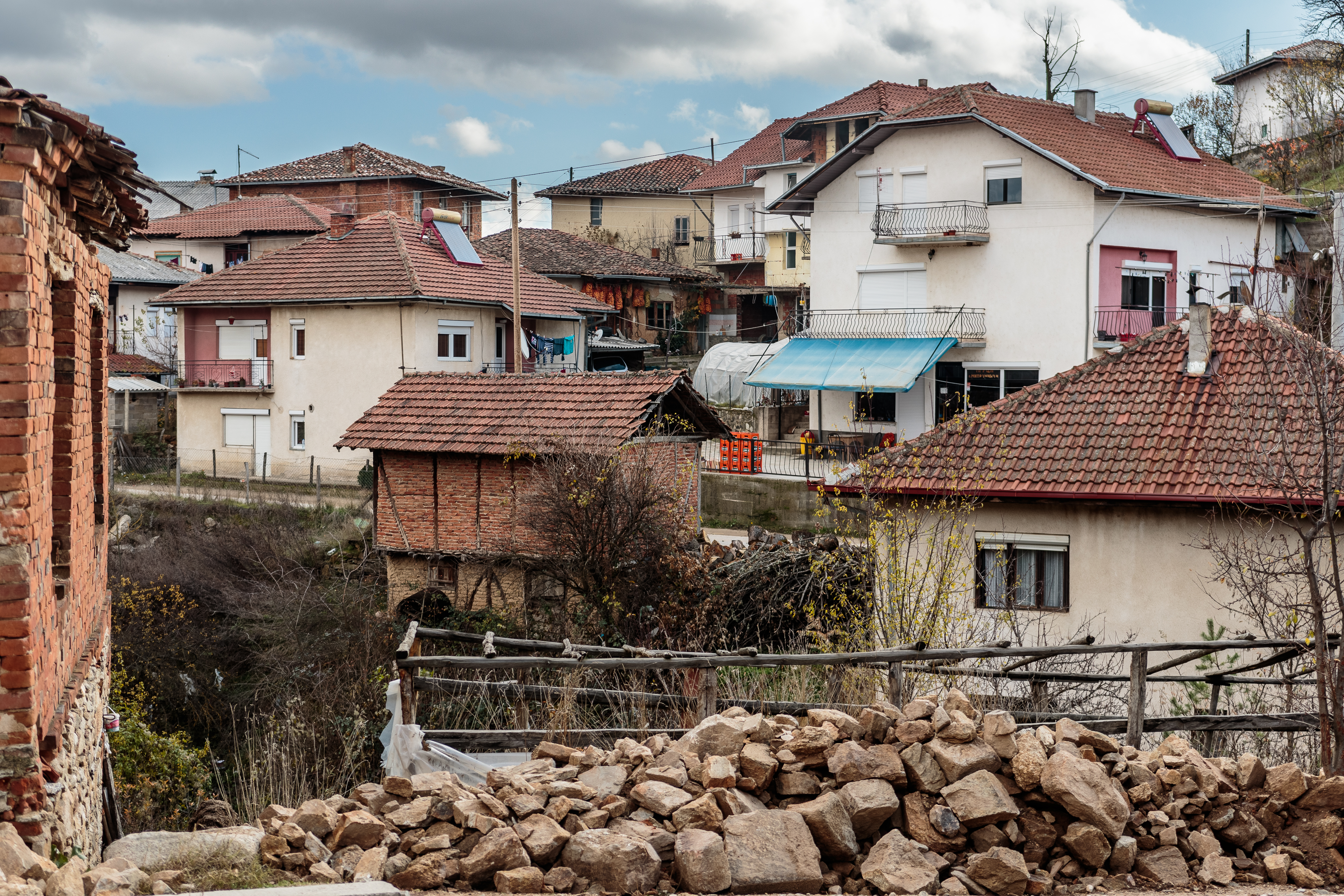
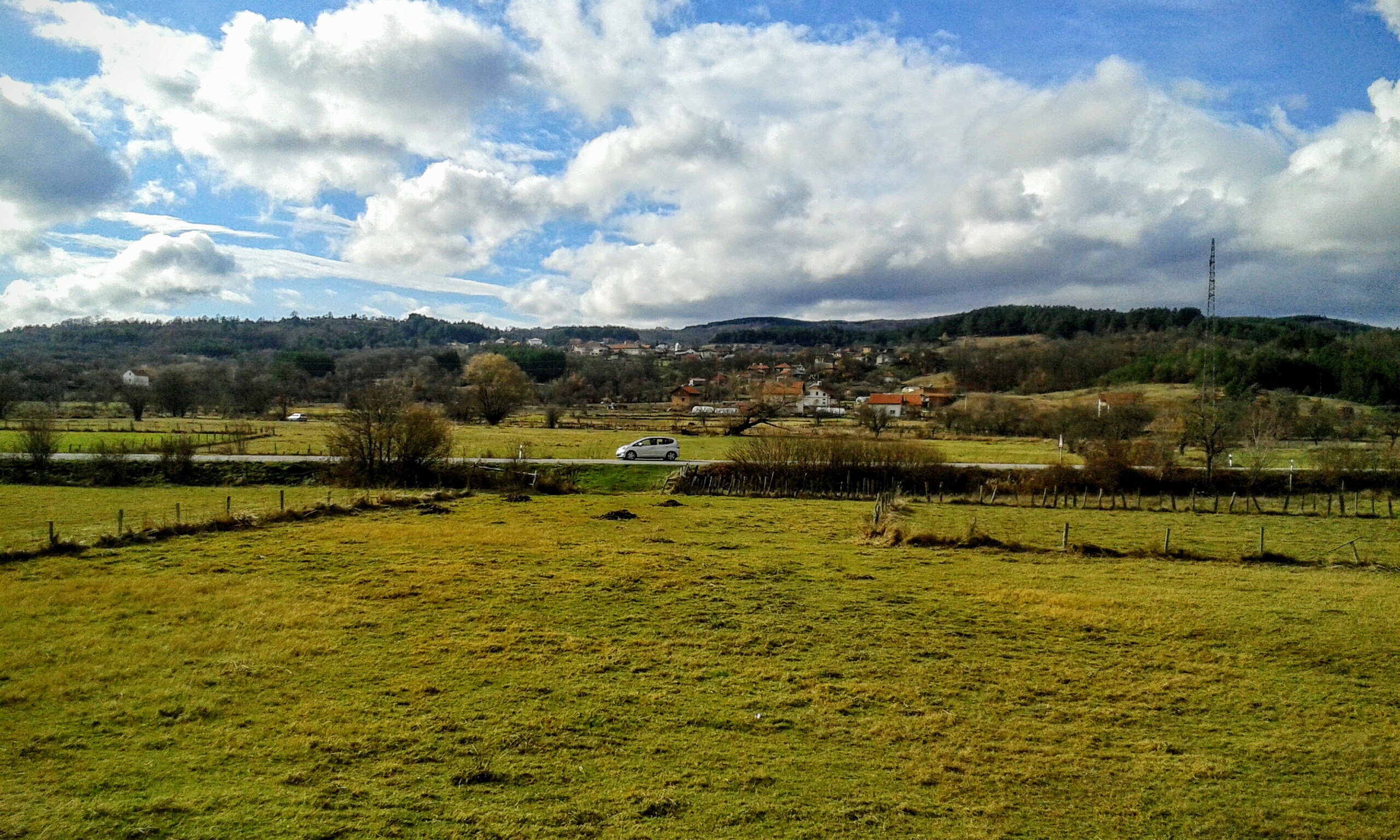
Вид на село з церкви Св. Іллі